# 유상임
유상임(劉相任, 1959년 10월 10일~)은 대한민국의 정치인이다. 제5대 과학기술정보통신부 장관이었다. 정치인 유상범 제21·22대 국회의원과 배우 유오성의 형이다.

## 학력
- 영월초등학교 졸업
- 영월중학교 졸업
- 경복고등학교 졸업
- 서울대학교 무기재료공학 학사
- 서울대학교 대학원 무기재료공학 석사
- 아이오와 주립대학교 대학원 재료공학 박사

## 생애
영월초등학교, 영월중학교, 경복고등학교를 졸업한 후 서울대학교에서 무기재료공학 학사 학위를 취득하였다. 이후 1984년 서울대학교 대학원에서 무기재료공학 석사 학위를 취득했다. 이후 1992년 아이오와 주립대학교 대학원에서 재료공학 박사 학위를 취득하였다.
미국 항공우주국 에임스연구소, 일본 철도종합기술연구소 등 다양한 이공계 기관을 거쳐 1998년부터 서울대학교 재료공학부 교수로 활동하였다.
서울대학교 교수로 활약 중에도 한국초전도저온공학회, 한국세라믹회 회장 등 이공계 분야의 주요 직책을 맡았다.  2020년에는 한국공학한림원 정회원으로 선정되었다.
2024년 7월 18일, 이종호 과학기술정보통신부장관의 후임으로 지명되었다. 제5대 과학기술부 장관으로 재임하였다.

## 가족 관계
- 배우자: 남윤신
- 아버지: 유영호 (1928년 ~ 1996년)
- 어머니: 김옥선 (1927년 7월 12일 ~ 2016년 8월 17일)
- 첫째형: 유성갑
- 첫째동생: 유상범 (1966년 6월 4일 ~ )
- 둘째동생: 유오성 (1966년 9월 11일 ~ )
- 여동생: 유경희